# Яблонский, Дариуш (кинорежиссёр)
Дариуш Яблонский (пол. Dariusz Jabłoński; род. 30 мая 1961, Варшава, Польша) — польский кинорежиссёр, сценарист и продюсер. Председатель Европейского клуба продюсеров и Президент Польской киноакадемии (с 19.03.2012). Член Европейской киноакадемии.

## Биография
Дариуш Яблонский родился 30 мая 1961 года в Варшаве. Учился режиссёрскому мастерству в Лодзьской киношколе. В 1980-х работал вторым режиссёром проекта «Декалог» Кшиштофа Кесьлёвского и главным ассистентом Филиппа Байона в лентах «Белая визитная карточка» и «Магнат».
В 1986 году Яблонский выступил продюсером первого польского независимого документального фильма «Визит пожилой дамы». В 1990 году он основал одну из первых и ведущих независимых кинокомпаний в Польше «Apple Film Production», которая специализируется на выпуске художественных и документальных фильмов и телефильмов и сериалов..
Первый полнометражный фильм Дариуша Яблонского «Фотоматор» (1998) — история львовского гетто, созданная на материале цветных слайдов, снятых нацистами, — стал одной из самых успешных документальных работ в мире и получил награды на самых престижных международных фестивалях документального кино, среди которых Гран-При «VPRO Joris Ivens Award» на международном кинофестивале документального кино в Амстердаме (1998), Гран-При на международном аудиовизуальном кинофестивале и «Prix Planete» в Биарриц (1999), немецкую премию «Grimme» (2000) и другие.
В 1999 году Яблонский получил первую польскую кинопремию «Орлы» в номинации «Лучший продюсер» за фильм «Нужно убить Секала» (реж. Владимир Михалек).
В июле 2015 года Дариуш Яблонский входил в состав международного жюри 6-го Одесского международного кинофестиваля, возглавляемого Жанном Лабрюном. На церемонии закрытия со сцены перед награждением победителей Яблонский выразил позицию кинематографистов относительно незаконного заключения в России Олега Сенцова, призвав: «Хочу обратиться к мистеру Путину. Освободите Олега Сенцова немедленно!».
В 2017 году Дариуш Яблонский был одним из продюсеров копродукционного документального фильма российского режиссёра Аскольда Курова «Процесс: Российское государство против Олега Сенцова» об обстоятельствах дела украинского режиссёра Олега Сенцова, который в 2014 году был задержан российскими спецслужбами в Крыму и незаконно приговорен к 20 годам заключения в России.
Дариуш Яблонский стал сопродюсером ленты «Когда падают деревья» (2018) украинского режиссёра Марыси Никитюк. Фильм принимал участие в конкурсной программе секции «Панорама» на 68-м Берлинском международном кинофестивале 2018 года, и получил несколько международных и национальных кинонаград.
Дариуш Яблонский был почетным гостем церемонии вручения Второй украинской национальной кинопремии «Золотая юла», которая состоялась 20 апреля 2018 в Киеве. Вместе с Вице-премьер-министром Украины Павлом Розенко он вручил «Золотую юлу» за вклад в украинский кинематограф режиссёру, сценаристу, педагогу, заслуженному деятелю искусств Украины Вячеславу Криштофовичу.
Осенью 2018 года Дариуш Яблонский как режиссёр и продюсер начал работу на копродукционным проектом Украины, Чехии и Польши — 8-серийным детективным сериалом «Принцип наслаждения», украинская часть которого снимается в Одессе. Этого же года Яблонский принял участие как продюсер с польской стороны к созданию совместного украинского-польского фильма «Номера» по одноимённой пьесе Олега Сенцова и его (в соавторстве с Ахтемом Сеитаблаевым) постановке.
Дариуш Яблонский является инициатором создания Польской кинопремии и Польской киноакадемии, а также основателем Независимой кинофонда, созданного для продвижения польских фильмов и его создателей в Польше и за рубежом. Независимая кинофонд также проводит «ScripTeast», инновационную учебную программу, разработанную специально для опытных сценаристов из Восточной и Центральной Европы.